# Katjuri
Katjuri és un riu d'Orissa al districte de Cuttack, distributari deltàic del Mahanadi. Es separa del riu principal i forma dues branques, una que conserva el nom de Katjuri i una altra que agafa el de Koyaldiai, que va cap al districte de Puri. La branca que conserva el nom es divideix altre cop perdent una branca anomenada Surua que no obstant es reuneix al Katjuri uns quants km més tard; més avall el Katjuri forma altres dos distributaris menors el Devi Gros i el Devi Petit que es reuneixen després d'un curs de poc més de 30 km i ja reagrupats desaigüen al Golf de Bengala al districte de Puri amb el nom de Devi; el Katjuri s'enllaça per un canal natural amb el Mahanadi i finalment desaigua a la badia de Bengala amb el nom de Jotdar.